# جیحون میرزایف
جیحون میرزایف (ترکی آذربایجانی: Ceyhun Mirzəyev; ۹ آوریل ۱۹۴۶ – ۵ مارس ۱۹۹۳) بازیگر و کارگردان اهل کشور اتحاد جماهیر شوروی سوسیالیستی (جمهوری آذربایجان کنونی) بود. وی بین سال‌های ۱۹۶۰ تا ۱۹۹۳ میلادی فعالیت می‌کرد.